# Lasioglossum onocephalum
Lasioglossum onocephalum är en biart som beskrevs av Ebmer 1996. Lasioglossum onocephalum ingår i släktet smalbin, och familjen vägbin. Inga underarter finns listade i Catalogue of Life.